# 渋谷邦彦
渋谷 邦彦（しぶや くにひこ、1924年5月30日 - 2005年9月9日）は、日本の政治家。元参議院議員（3期）。

## 生涯
1962年7月1日、第6回参議院議員通常選挙に、全国区から立候補し、当選（以降3回）。
1964年11月17日、公明党結成に参加。1968年7月7日、第8回参議院議員通常選挙に、愛知県選挙区から立候補し、再選。
1974年7月7日、第10回参議院議員通常選挙に、愛知県選挙区から立候補し、落選。1975年4月27日、第10回参議院議員補欠選挙に、愛知県選挙区から立候補し、落選。1977年7月10日、第11回参議院議員通常選挙に、全国区から立候補し、当選。
1980年、公明党会計監督委員に就任。6年に渡り務める。
1983年6月、第13回参議院議員通常選挙に立候補せず、政界を引退。

## 役職歴
- 公明党会計監督委員